# Rosen Barčovski
Rosen Barčovski, (en bulgare : Росен Барчовски), né le 16 août 1960 à Sofia, en Bulgarie, est un joueur et entraîneur bulgare de basket-ball.